# Radka Kalabisová
Radka Kalabisová (* 22. května 1963 Praha) je česká restaurátorka historických textilií. V roce 1984 dokončila studia pražského Školského ústavu umělecké výroby. Pracovala například na výšivce, jejíž fotografie byla použita na přebalu CD nazvaného Album vydané roku 2014 hudební skupinou Mig 21. Dále je autorkou výpravy k divadelnímu představení Jaroslava Duška pojmenovanému Čtyři dohody. V roce 2008 se podílela na rekonstrukci vzácných saní na zámku v Českém Krumlově.